# Oued Berkeche
Oued Berkeche – miasto w północnej Algierii, w prowincji Ajn Tumuszanat.